# Daggett (Illinois)
Daggett, ou Daggert, est une ancienne communauté, devenue une ville fantôme, du comté de Carroll en Illinois, aux États-Unis. Elle est située dans le township de Salem, au sud de Mount Carroll, en bordure de la Route 78 (en).

## Source de la traduction
- (en) Cet article est partiellement ou en totalité issu de l’article de Wikipédia en anglais intitulé « Daggett, Illinois » (voir la liste des auteurs).